# Cortaderia richardii
Cortaderia richardii är en gräsart som först beskrevs av Stephan Ladislaus Endlicher, och fick sitt nu gällande namn av Victor Dmitrievich Zotov. Cortaderia richardii ingår i släktet Cortaderia, och familjen gräs. Inga underarter finns listade i Catalogue of Life.